# Rush
«Rush» (укр. Раш) — канадський прогрессивний рок-гурт, утворений у вересні 1968 року в Торонто. Є одним із відомих і впливовіших представників прог. року разом із гуртами Pink Floyd, Yes, Genesis, King Crimson і т. д. У січні 2018 Алекс Лайфсон оголосив, що гурт припинив своє існування.

## Склад гурту
У перший склад гурту ввійшли: Алекс Лайфсон (англ. Alex Lifeson, справжнє ім'я Александар Живойновіч англ. Aleksandar Zhivoynovic нар. 27 серпня 1953, Ферні, Британська Колумбія, Канада), — гітара, вокал; Джон Ратсі (англ. John Rutsey) — ударні; та Джефф Джонс (англ. Jeff Jones) — бас-гітара. Одразу після двох виступів гурт залишив Джонс: його місце зайняв Ґедді Лі (англ. Geddy Lee нар. 29 липня 1953. Вілловдейл, Торонто, Канада) — бас-гітара, вокал.
У період 1969—1972 років гурт зазнав багато персональних змін (короткотерміново взято музиканта, що грав на клавішних), однак незабаром склад гурту стабілізувався — і 1973 року Лайфсон, Лі та Ратсі вирушили в перше значне турне разом з New York Dolls.

## Перші успіхи й перестановки
Закінчивши турне, гурт уперше записав платівку «Rush» з незалежною канадською фірмою «Мун-Рекордс» (англ. Moon Records: завдяки цьому випуску на «Раш» звернула увагу солідна американська фірма «Мерк'юрі» (англ. Mercury), яка, уклавши угоду з музикантами, швидко перевидала дебютний альбом. Того ж 1974 року через погіршення стану здоров'я гурт залишив Джон Ратсі, а на його місце прийшов Ніл Перт (англ. Neil Peart), 19 вересня 1952, Гамільтон, Онтаріо, Канада — 7 січня 2020), який незабаром також став штатним автором текстів рок-гурту.

## Визначна риса
Із самого початку гурт вирізнявся неприродньо високим голосом Ґедді Лі; потужним, чітким звучання гітари Лайфсона, а також великим зацікавленням Пірта науковою фантастикою. Ця остання риса особливо проявилась на четвертому альбомі гурту «2112», що спирався на роботи письменниці та філософа Айн Ренд, яка своєю головною темою обрала розуміння свободи волі та індивідуалізму.

## Дозріння
Уже в середині 70-х «Раш» здобув світову популярність, а 1979 року канадський уряд надав музикантам статус офіційних «музичних послів». Із часом гурт змінив своє творче обличчя, перейшовши від творів із домінантною науковою фантастикою, до дуже вишуканої і без сумніву інтелектуальної музики. Реакція була двояка: деякі давні прихильники критикували гурт за такі виразні зміни, інші хвалили за новаторство та несподіваність.

### Ера прогресиву (1977—1981)
Виданий 1981 року альбом «Moving Pictures» приніс гуртові комерційний успіх головним чином завдяки синглу «Tom Sawyer», який посів 25 місце у британському чарті. Незабаром гурт відмовився від хеві-металевого іміджу — і поступово перетворився на зірку світового масштабу, граючи концерти на великих переповнених стадіонах. Цей період у діяльності «Раш» зафіксовано на концертному альбомі «Exit-Stage Left».

### Ера синтезаторів (1982—1989)
Альбом Signals, що з'явився 1982 року, своєю радикальністю (використання клавішних інструментів та звучання, як у «Police») вразив багатьох фанів. Ця платівка виявилась останньою роботою, над якою «Раш» співпрацювали із своїм старим продюсером Террі Брауном. На лонгплеї 1984 року «Grace Under Pressure» його місце зайняв Пітер Хендерсон — це й призвело до кардинальної зміни у звучанні групи: музиканти залишились незадоволеними співпрацею із ним. У 1985 року під час запису альбому «Power Windows» скористався рок-гурт послугами Пітера Коллінза, який зробив акцент на використання клавішних інструментів, а не на гітарних соло: співпраця з Коллінзом продовжилася — як і майже технорокове звучання клавішних на платівці «Hold Your Fire», випуску 1987 року. Однак твір «Time Stand Still», який вибрано для синглу, так і не здобув успіху.
На втіху прихильників 1989 року було видано третій у кар'єрі «Раш» концертний альбом «A Show Of Hands», який записувався під час промоційного туру до лонгплею «Hold Your Fire». На цей час музиканти групи вже уклали нову угоду з фірмою «Атлантик-Рекордс» (англ. Atlantic Records), і саме під егідою цієї фірми 1989 року з'явився лонгплей «Presto». Продюсував цю роботу Руперт Хайн, якому усе-таки ж не до кінця вдалось виявити всі творчі можливості, приховані в музикантах. Гурт вирішив не влаштовувати інтенсивну концертну промоцію цієї платівки, як у попередні роки, — і обмежився коротким американським турне. Тому до запису наступного альбому «Roll The Bones» музиканти приступили повні сил, завдяки чому робота пройшла у рекордно короткий термін. Проте це аж ніяк не вплинуло на якість альбому — і з часом його визнали одним із найслабших.
Музиканти розпрощались з Рупертом Хайном — і на два роки затихли. Восені 1993 року нагадали про себе альбомом «Counterparts», зробленим знов у співпраці з Пітером Коллінзом: цим випуском сповістили про повернення до повних винахідливості задумів. Звучання на цій платівці на перший план висувало гітарне соло. Цей альбом відразу потрапив до американського Тор 3, а через три роки гурт запропонував своїм прихильникам новий лонгплей «Test For Echo».
| - 1974: Rush - 1975: Fly By Night - 1975: Caress Of Steel - 1976: 2112 - 1977: A Farewell To Kings - 1978: Hemispheres - 1979: Permanent Waves - 1981: Moving Pictures - 1982: Signals - 1984: Grace Under Pressure - 1985: Power Windows - 1987: Hold Your Fire - 1987: Show Of Hands - 1989: Presto - 1991: Roll The Bones - 1993: Counterparts - 1996: Test For Echo - 2002: Vapor Trails - 2004: Feedback (міні-альбом) - 2007: Snakes & Arrows - 2012: Clockwork Angels | - Rush Tour (1974—1975) - Fly By Night Tour (1975) - Caress Of Steel Tour (1975—1976) - 2112 Tour (1976) - All the World's a Stage Tour (1976—1977) - A Farewell To Kings Tour (1977—1978) - Hemispheres Tour (1978—1979) - Permanent Waves Tour (1980) - Moving Pictures Tour (1981) - Exit…Stage Left Tour (1982) - Signals Tour (1982—1983) - Grace Under Pressure Tour (1984) |